# Kinetická energie

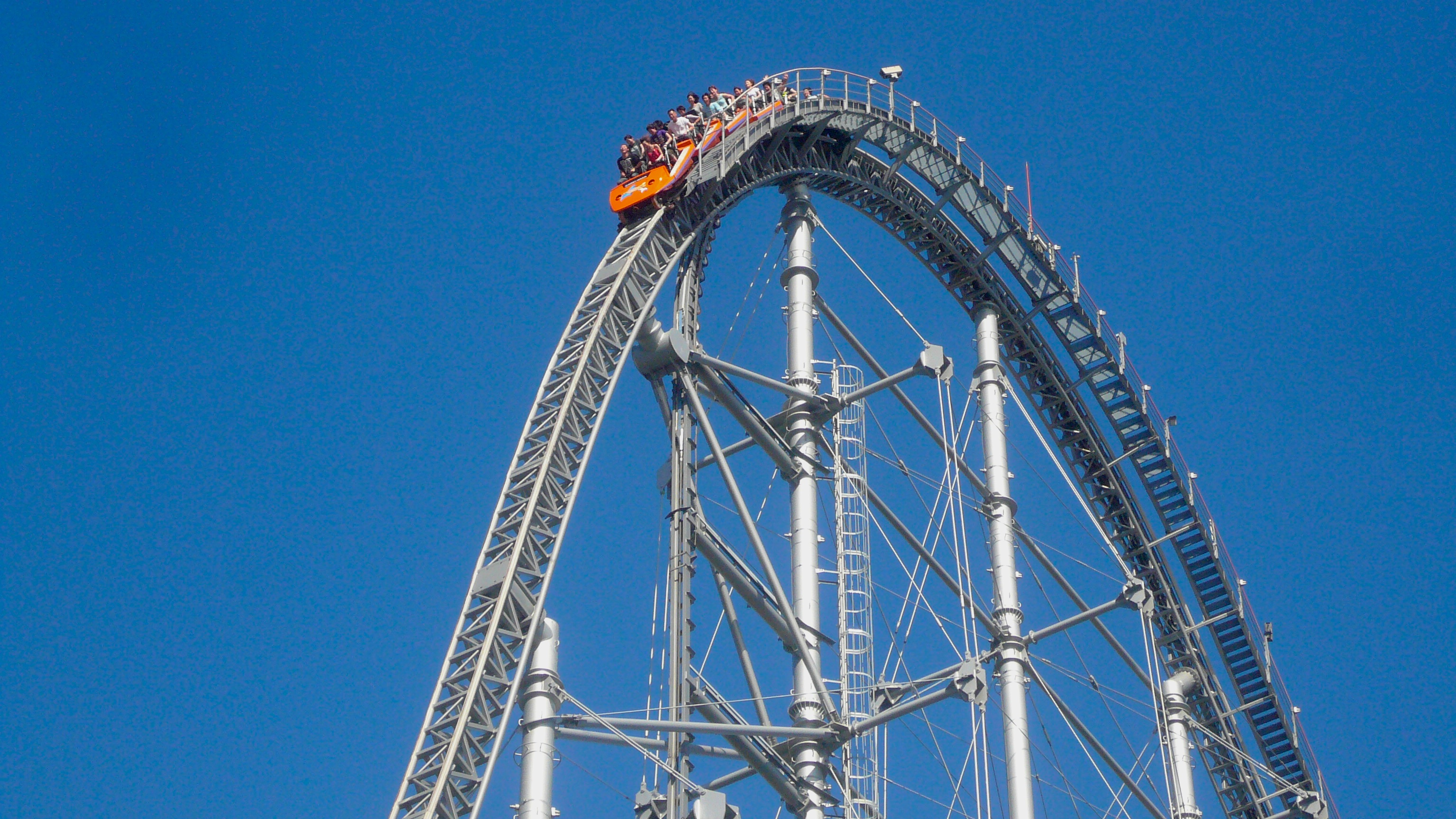
Vozíky horské dráhy dosáhnou svou maximální kinetickou energii, když sjedou z vrcholu dolů. Tato kinetická energie se začne opětovným stoupáním do dalšího vrcholku měnit na energii potenciální. Ta se mění dalším sjezdem dolů opět na energii kinetickou.

Kinetická energie (též pohybová energie) je jeden z druhů mechanické energie, kterou má pohybující se těleso. Je definována jako práce, kterou musíme vykonat, abychom urychlili těleso na určitou rychlost. Velikost kinetické energie tělesa, vykonávajícího posuvný pohyb závisí na jeho hmotnosti a rychlosti. Vykonává-li těleso rotační pohyb, závisí jeho energie na úhlové rychlosti a momentu setrvačnosti. Je-li těleso v klidu, má nulovou kinetickou energii. Protože pohyb těles je relativní, záleží hodnota energie na tom, v jaké vztažné soustavě těleso pozorujeme.

## Značení
- Značka: {\displaystyle E_{k}}, v teoretické mechanice {\displaystyle T}
- Jednotka SI: joule, značka: J
- Další jednotky: viz Energie

## Newtonovská (klasická) kinetická energie
Kinetická energie v klasické mechanice je definována ve tvaru
{\displaystyle E_{k}={\frac {1}{2}}mv^{2}}

### Odvození vztahu
Uvažujme hmotný bod o hmotnosti {\displaystyle m}, na který působí síla {\displaystyle \mathbf {F} }, pak pohybová rovnice jde zapsat v následujícím tvaru
{\displaystyle \mathbf {F} =m{\frac {d\mathbf {v} }{dt}}},
kde {\displaystyle \mathbf {v} } je rychlost uvažovaného hmotného bodu v čase {\displaystyle t} (okamžitá rychlost). Tuto pohybovou rovnici skalárně vynásobíme rychlostí {\displaystyle \mathbf {v} } hmotného bodu (na sílu {\displaystyle \mathbf {F} } neklademe žádná omezení), čímž dostaneme
{\displaystyle \mathbf {F} \cdot \mathbf {v} =m\mathbf {v} \cdot {\frac {d\mathbf {v} }{dt}}}.
Jelikož platí, že
{\displaystyle m\mathbf {v} \cdot {\frac {d\mathbf {v} }{dt}}={\frac {d}{dt}}\left({\frac {1}{2}}m\mathbf {v} \cdot \mathbf {v} \right)={\frac {d}{dt}}\left({\frac {1}{2}}mv^{2}\right)},
lze předchozí rovnici upravit
{\displaystyle {\frac {d}{dt}}\left({\frac {1}{2}}mv^{2}\right)={\frac {dE_{k}}{dt}}=\mathbf {F} \cdot \mathbf {v} },
kde {\displaystyle E_{k}} je kinetická energie hmotného bodu.
Protože pro element práce platí {\displaystyle dW=\mathbf {F} \cdot d\mathbf {r} }, pak z předchozí rovnosti vyplývá
{\displaystyle dE_{k}=\mathbf {F} \cdot \mathbf {v} dt=\mathbf {F} \cdot d\mathbf {r} =dW},
a odtud integrací dostáváme
{\displaystyle \Delta E_{k}=\int _{\mathbf {r} _{1}}^{\mathbf {r} _{2}}\mathbf {F} \cdot d\mathbf {r} =W}.
Alternativně lze kinetickou energii také vyjádřit pomocí hybnosti {\displaystyle \mathbf {p} =m\mathbf {v} }
{\displaystyle E_{k}={\frac {\mathbf {p} \cdot \mathbf {p} }{2m}}={\frac {p^{2}}{2m}}}.

## Speciální teorie relativity
V rámci speciální teorie relativity lze získat přesnější vztah
{\displaystyle E_{k}=\gamma mc^{2}-mc^{2}=\left({{1 \over {\sqrt {1-v^{2}/c^{2}}}}-1}\right)mc^{2}\,},
kde m je hmotnost tělesa, v je rychlost tělesa a c je rychlost světla. První člen v závorce je tzv. Lorentzův faktor.
Tento vzorec lze pomocí Taylorova rozvoje přepsat do tvaru nekonečné řady
{\displaystyle E_{k}={1 \over 2}mv^{2}+{3 \over 8}mv^{2}\left({v \over c}\right)^{2}+{5 \over 16}mv^{2}\left({v \over c}\right)^{4}+\dots \,,}
z níž je vidět, že při rychlostech mnohem menších než c je významný jen první člen a platí newtonovský vzorec.

## Vlastnosti
- Kinetická energie nemůže být nikdy záporná.
- Kinetická energie nezávisí na směru pohybu, ale pouze na velikosti rychlosti.
- Kinetická energie je závislá na volbě vztažné soustavy, protože na této volbě závisí také rychlost tělesa.
- Celková kinetická energie soustavy hmotných bodů je dána součtem kinetických energií jednotlivých hmotných bodů.

## Příklad
Uvažujme izolovanou soustavu, pak platí zákon zákon zachování mechanické energie, který lze formulovat ve tvaru
{\displaystyle {\frac {dE}{dt}}={\frac {d(E_{k}+E_{p})}{dt}}=0},
který nám říká, že se kinetická energie v izolované soustavě mění na energii potenciální a naopak. Zaměříme-li se na homogenní tíhové pole Země (lze ho považovat za homogenní pro malé vzdálenosti od povrchu), pak tuto přeměnu lze jednoduše ilustrovat například na volném pádu z výšky {\displaystyle h}.
{\displaystyle {\frac {1}{2}}mv(t_{0})^{2}+mgh(t_{0})={\frac {1}{2}}mv(t_{d})^{2}+mg(t_{d})\implies v={\sqrt {2gh(t_{0})}}},
kde {\displaystyle t_{0}} je počáteční čas, ve kterém má těleso ve výšce {\displaystyle h} nulovou rychlost, a {\displaystyle t_{d}} je čas dopadu. Výsledek lze jednoduše ověřit přímým výpočtem úlohy volného pádu. Nejdříve určíme čas dopadu
{\displaystyle h-{\frac {1}{2}}gt_{d}^{2}=0\implies t_{d}={\sqrt {\frac {2h}{g}}}},
čímž dosazením za rychlost dostáváme výsledek, který je v souladu se zákonem zachování energie
{\displaystyle v(t_{d})=g{\sqrt {\frac {2h}{g}}}={\sqrt {2gh}}}.